# Église Saint-Orens de Saint-Perdon
Pour les articles homonymes, voir Église Saint-Orens.
L’église Saint-Orens est un lieu de culte catholique situé sur la commune de Saint-Perdon, dans le département français des Landes. Elle est l'élément majeur du Quartier Saint-Orens, site naturel inscrit de 10,52 ha par arrêté ministériel du 22 octobre 1986 en tant que « site d'intérêt pittoresque ».

## Présentation
Le quartier Saint-Orens est isolé du bourg de Saint-Perdon. Il se situe au sud de la Midouze. La chapelle, bâtie au XIe siècle est dotée d'un clocher-mur. Ses cloches datent de 1644. Elle est ceinte d'un mur qui délimite un enclos où quelques pierres tombales sont encore visibles.

## Galerie

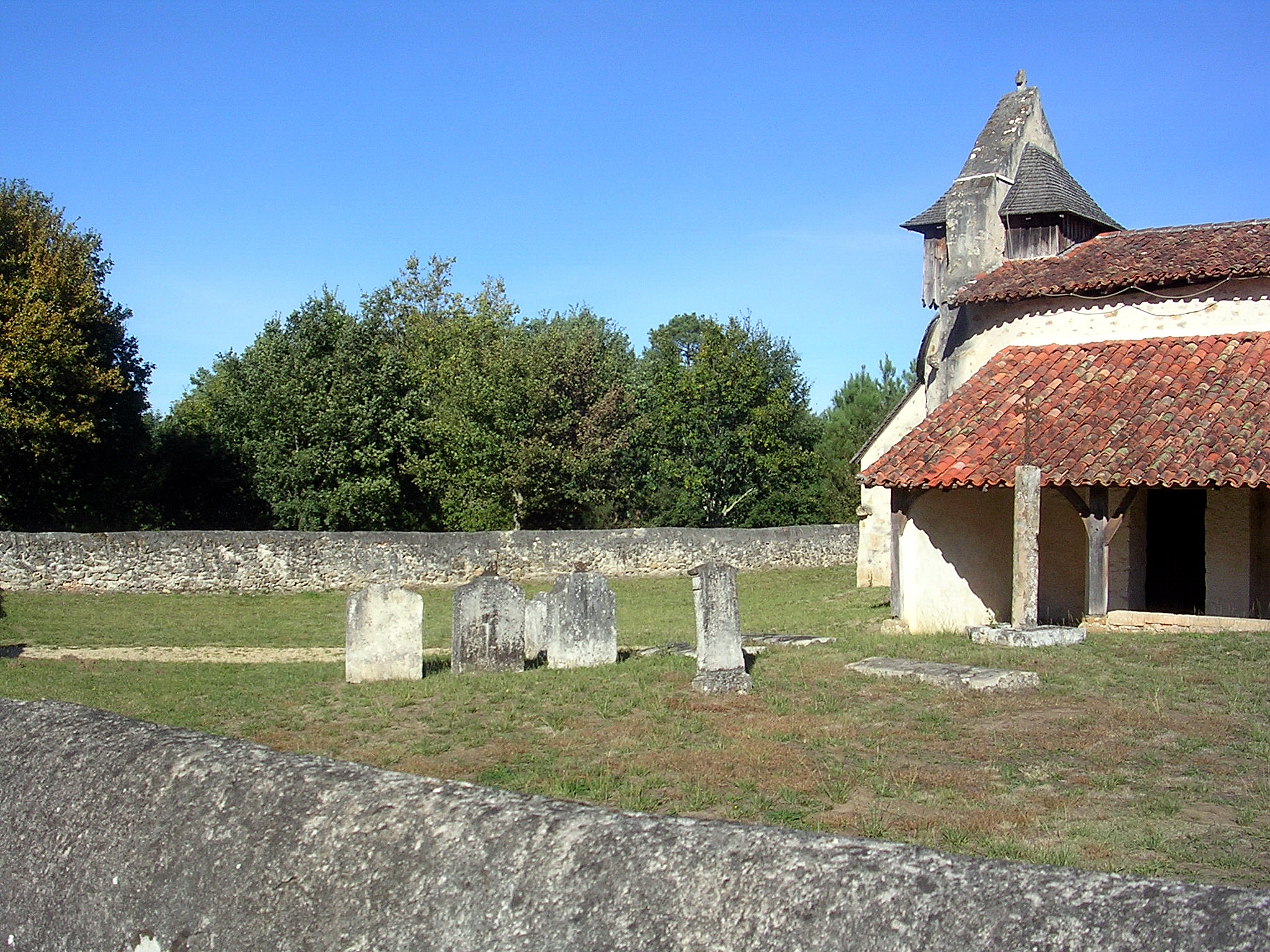
Enclos et pierres tombales
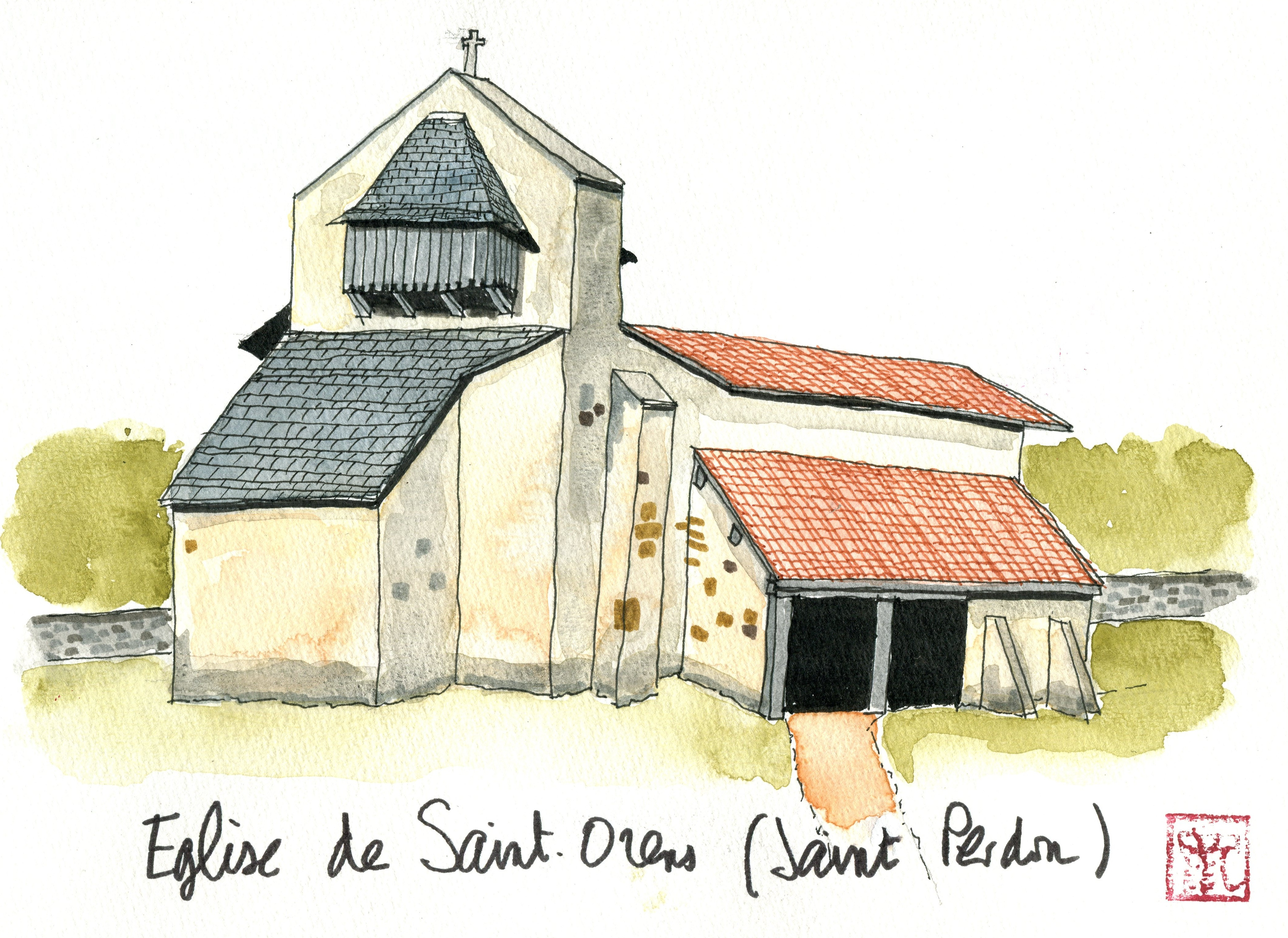
Aquarelle de l'église Saint-Orens.